# Малая Сюрва
Малая Сюрва — река в России, протекает в Карагайском районе Пермского края. Устье реки находится в 12 км по левому берегу реки Сюрва, Малая Сюрва образует её сливаясь с Большой Сюрвой Длина реки составляет 20 км.
Исток реки на Верхнекамской возвышенности у деревни Дружино в 10 км к югу от села Нердва. Река течёт на юго-восток и юг, протекает деревни Дружино, Диково, Шалагино, Бараново, Тимшата, Володино, Шилоносово, Жданово, Кочнево, Еремино. Приток - Юркавож (правый). Является левой составляющей Сюрвы.

## Данные водного реестра
По данным государственного водного реестра России относится к Камскому бассейновому округу, водохозяйственный участок реки — Кама от города Березники до Камского гидроузла, без реки Косьва (от истока до Широковского гидроузла), Чусовая и Сылва, речной подбассейн реки — бассейны притоков Камы до впадения Белой. Речной бассейн реки — Кама.
По данным геоинформационной системы водохозяйственного районирования территории РФ, подготовленной Федеральным агентством водных ресурсов:
- Код водного объекта в государственном водном реестре — 10010100912111100009691
- Код по гидрологической изученности (ГИ) — 111100969
- Код бассейна — 10.01.01.009
- Номер тома по ГИ — 11
- Выпуск по ГИ — 1